# Mohamed Melainine Ould Eyih
Mohamed Melainine Ould Eyih (arabisch محمد ماء العينين ولد أييه, DMG Muḥammad Māʾ al-ʿAinain walad Ayīh; * 15. Dezember 1968, Atar, Mauretanien) ist ein mauretanischer Pädagoge und Politiker.
Von 2019 bis 2022 war er Minister für nationale Bildung und Reform des Bildungssystems.

## Leben

### Jugend und Ausbildung
Mohamed Melainine Ould Eyih wurde am 15. Dezember 1968 in Atar geboren.
Er erwarb einen Master in Economic Sciences (Specialization: Work, Employment, Training, Specialization: Training Engineering and Employment Systems) an der Universität Toulouse I (Social Sciences) und einen Master in Technical Education am Higher Center for Technical Education and ENNA, Paris-Nord.

### Karriere
Von September 1990 bis Oktober 1995 war er Lehrer an der Technical High School Nouakchott.
Von Oktober 1995 bis Oktober 1997 war er Fachberater für Ingenieurausbildung am Ressourcen- und Überwachungszentrum für technische Bildung und Berufsausbildung (CRES). Von Oktober 1997 bis Juli 2002 war er Koordinator des CRES (CRES).
Von Juli 2002 bis August 2015 war Mohamed Melainine O. Eyih Direktor des Nationalen Instituts zur Förderung der technischen und beruflichen Ausbildung (INAP-FTP). Von August 2015 bis August 2019 war er Koordinator des von der Weltbank finanzierten SWEDD-Projekts: Stärkung der Rolle der Frau und demografische Dividende in der Sahelzone (SWEDD Project: Women's Empowerment and Demographic Dividend in the Sahel).

### Minister
Am. 9. August 2019 trat Mohamed Melainine Ould Eyih sein Amt als Minister für Sekundarschulbildung und technische und berufliche Ausbildung in der Regierung von Premierminister Ismail Ould Bedde Ould Cheikh Sidiya an.
Am 9. August 2020 wurde er zum Minister für nationale Bildung, Reform, technische Ausbildung und Reform im Kabinett von Premierminister Mohamed Ould Bilal ernannt.
Im August 2021 gab das Bildungsministerium bekannt, dass nur 8 % der Sekundarschulabgänger das Abitur 2021 bestanden und damit die Hochschulreife erlangten. Im Vergleich dazu waren es 16 % im Jahr 2020. Die Hochschuleinschreibungsquote in Mauretanien liegt mit 5,76 % deutlich unter der im benachbarten Marokko (38 %), Algerien (51 %) und Tunesien (32 %). Mohamed Melainine Ould Eyih erklärte: „Aufgrund der strukturellen Ungleichgewichte im Bildungssystem, der Auswirkungen der zweijährigen Pandemie und neuer Prüfungsverfahren waren schwache Abiturergebnisse zu erwarten. ...Diese Abiturergebnisse werden einer sorgfältigen Analyse unterzogen, um die Sekundarschulabteilungen neu zu strukturieren“ (“Weak baccalaureate results were expected due to the structural imbalances in the educational system, the impact of two years of the pandemic, and new procedures for regulating exams ... These baccalaureate results will be subject to careful analysis in order to re-structure the secondary education divisions”).
Im September 2021 besuchte Eyih die Kouroudjel-Schule. Dort kündigte er die Einführung eines nationalen Schulernährungsprogramms an.
Im Februar 2022 rief eine Koalition von Bildungsgewerkschaften zu einem fünftägigen Streik auf, an dem die meisten Lehrkräfte teilnahmen. Zu den Problemen gehörten unzureichende Gehälter und Prämien, der Einsatz von Hilfslehrern, unfaire Behandlung von Lehrkräften mit unbefristeten Verträgen und die fehlende Zuteilung von Land oder Wohnraum an Lehrkräfte. Mohamed Melainine Ould Eyih soll gesagt haben: „Der Streik wird nichts bewirken“ („the strike will achieve nothing“).
Im März 2022 gab Premierminister Mohamed Ould Bilal den Rücktritt seiner Regierung bekannt, nachdem er von Präsident Mohamed Ould Ghazouani scharf kritisiert worden war.
Am 31. März 2022 wurde Eyih zum Minister of National Education and Reform of the Educational System ernannt sowie als Regierungssprecher.
Im Juli 2022 verabschiedete die mauretanische Nationalversammlung ein neues Gesetz, das den naturwissenschaftlichen Unterricht für Sprecher von Sprachen wie Hassania-Arabisch, Wolof, Peul und Soninké in ihrer Muttersprache vorsieht. Diese Schüler sollen auch Arabisch lernen. Eyih erklärte, das Ziel sei es, „dem alarmierenden Verfall des nationalen Bildungssystems ein Ende zu setzen“ („put an end to the alarming deterioration of the national education system“). Schwarze Aktivisten verurteilten das Gesetz, da es ihrer Meinung nach „die sprachliche Ungerechtigkeit im Land festschreibt“ („enshrines the linguistic injustice in the country“).
Im Juli 2022 benannte Präsident Mohamed Ould Ghazouani die Union pour la République (UPR) in El Insaf um, was auf Arabisch „Gerechtigkeit“ oder „Gleichheit“ bedeutet. Mohamed Malainine Ould Eyih wurde zum Vorsitzenden der neuen Partei ernannt.

### Spätere Karriere
Im September 2022 nahm der mauretanische Präsident Mohamed Ould Cheikh El Ghazouani einige Änderungen im Kabinett von Premierminister Mohamed Ould Bilal vor. Adama Bocar Soko, Minister für Landwirtschaft, wurde zum Minister für nationale Bildung und Bildungsreform ernannt. Er ersetzte Eyih, der die Regierung verließ, um sich vor den nächsten Wahlen auf seine Präsidentschaft der Regierungspartei El Insaf zu konzentrieren.
Im Vorfeld der Präsidentschaftswahlen am 29. Juni 2024 traf sich Eyih als Vorsitzender der 2022 von Präsident Ghazouani gegründeten Insaf-Partei mit einer Delegation der Frente Polisario.